# Miraíma
Miraíma là một đô thị thuộc bang Ceará, Brasil. Đô thị này có diện tích 699,588 km², dân số năm 2007 là 12042 người, mật độ 17,21 người/km².